# Clase Cantabria
La clase Cantabria es una clase de buques de aprovisionamiento logístico perteneciente a la Armada Española, utilizados para el suministro de combustible, víveres, pertrechos, munición y repuestos al resto de la flota. Es la clase de buques de mayor tamaño de la Armada tras el Juan Carlos I.

## Descripción

Perfil del Cantabria (A-15).

La clase Cantabria se diseñó para ser capaz de cumplir las siguientes misiones: 
- Apoyo logístico operativo a la Armada
- Apoyo logístico a una Fuerza Expedicionaria en misiones de Proyección Estratégica, incluyendo el apoyo a la Fuerza de Desembarco
- Transporte una vez en tierra
- Apoyo logístico a operaciones no bélicas, entre las que se incluyen la ayuda humanitaria y la protección medioambiental

Los buques disponen de doble casco en zona de almacenamiento de combustible, cumpliendo la legislación vigente sobre contaminación marina, aunque dicha normativa es obligatoria para los buques civiles pero no para los militares. Asimismo pueden abastecer hasta tres buques a la vez.
Estos navíos pueden transportar tres helicópteros medios (AB-212) o dos pesados (Sikorsky SH-3/NH-90) para realizar aprovisionamientos verticales y otras operaciones.
Además, los buques cuentan con una instalación hospitalaria completa con una capacidad de diez camas, un quirófano totalmente equipado con instalación para la realización de telemedicina por videoconferencia, una sala de rayos X, consulta de dentista, laboratorio de esterilización, consulta médica y central de gases.
Son buques con una alta capacidad en comunicaciones y cuentan con diversos sistemas de Mando y Control (M&C) OTAN y nacional, y son los primeros buques en instalar la nueva generación de sistema de combate de la Armada Española, SCOMBA.
Disponen de:
- 4 estaciones de aprovisionamiento dobles (sólidos y líquidos) por el costado
- 1 estación de suministro de DFM por popa
- Abastecimiento vertical (VERTREP)
- Capacidad hospitalaria de 8 camas
- Medios de lucha contra contaminación por vertidos de hidrocarburos

## Componentes
España -  Estados Unidos -  Portugal

### Estructura
| Sistema | País              | Fabricante | Notas |
| ------- | ----------------- | ---------- | ----- |
| Casco   | Bandera de España | Navantia   |       |

### Electrónica
| Sistema                                                          | País                | Fabricante          | Notas                  |
| ---------------------------------------------------------------- | ------------------- | ------------------- | ---------------------- |
| Sistema integrado de control de plataforma (SICP)                | Bandera de España   | FABA Sistemas       | Filial de Navantia     |
| Sistema de combate (SCOMBA)                                      | Bandera de España   | FABA Sistemas       | Filial de Navantia     |
| Consolas multifunción (CONAM)                                    | Bandera de España   | Sainsel             | 1 triple y 3 dobles    |
| Warship Electronic Chart Display and Information System (WECDIS) | Bandera de España   | Sainsel             | Filial de Navantia     |
| Sistema de navegación DIANA                                      | Bandera de España   | Indra Sistemas      |                        |
| Radar de superficie                                              | Bandera de España   | Indra Sistemas      | Modelo ARIES-NAV       |
| Radar de control de helicópteros                                 | Bandera de España   | Indra Sistemas      | Modelo ARIES PAR       |
| Radar ESM/ECM                                                    | Bandera de España   | Indra Sistemas      |                        |
| Sistema de comunicaciones ESM/ECM                                | Bandera de España   | Indra Sistemas      | Modelo Mk-9500 Regulus |
| Sistema Comunicaciones SHF SATCOM                                | Bandera de España   | Indra Sistemas      |                        |
| Sistema de comunicaciones integradas ICCS-5                      | Bandera de Portugal | EID[cita requerida] |                        |
| Sistemas de enlaces de datos Link-11 y Link-22                   | Bandera de España   | Tecnobit            | LINPRO                 |
| Sistema de Vigilancia Optrónica                                  | Bandera de España   | Tecnobit            | Modelo ARGOS           |

### Armamento
Al igual que la mayoría de buques de la Armada Española, el Cantabria (A-15) no dispone de armamento de proximidad (CIWS, por sus siglas en inglés).
La compañía MBDA España y la Subdirección General de Adquisiciones de la DGAM firmaron un contrato para estudiar la viabilidad del desarrollo e integración de un sistema de Misiles de Defensa de Punto basado en la última versión del misil Mistral de MBDA. Por otra parte, la  española Escribano Mechanical & Engineering confirmaron que trabajan en un nuevo sistema de defensa antiaérea para buques.
Por el momento, los buques de alto valor estratégico para la Armada como el Landing Helicopter Dock (LHD) Juan Carlos I, los buques de Asalto Anfibio (BAA) Galicia y Castilla y los Buques de Aprovisionamiento de Combate (BAC) Patiño y Cantabria, no están provistos de este sistema. 

| Sistema                 | País                      | Fabricante        | Notas                                        |
| ----------------------- | ------------------------- | ----------------- | -------------------------------------------- |
| Cañón automático        | Bandera de Estados Unidos | McDonnell Douglas | 2 montajes modelo M242 Bushmaster            |
| Ametralladoras medianas | Bandera de Estados Unidos | Browning Arms     | 2 unidades del modelo Browning M2 de 12,7 mm |

### Aeronaves
| Sistema              | País                      | Fabricante                    | Notas        |
| -------------------- | ------------------------- | ----------------------------- | ------------ |
| Helicóptero (opción) | Bandera de Estados Unidos | Sikorsky Aircraft Corporation | 2 × SH-3D    |
| Helicóptero (opción) | Bandera de Estados Unidos | Bell Textron                  | 3 × Bell 212 |

## Buques
| Nombre    | Número de banderín | Constructor           | Ordenado      | Puesta de quilla    | Botado              | Asignado            | Estado |
| --------- | ------------------ | --------------------- | ------------- | ------------------- | ------------------- | ------------------- | ------ |
| Cantabria | A-15               | Navantia, Puerto Real | Julio de 2005 | 18 de julio de 2007 | 21 de julio de 2008 | 29 de julio de 2010 | Activo |

## Exportaciones
En 2010 la Marina Real Canadiense solicitó a Navantia un diseño para la construcción de dos buques de este tipo con opción a un tercero, el cual sería una variante del Cantabria, si bien, finalmente, la opción del buque de Navantia fue desechada por Canadá.
Por su parte la Armada Real de Noruega también ha mostrado su interés en hacerse con un buque de esta clase. Un primer concurso, fue declarado desierto, al superar todos los proyectos presentados el precio máximo, en un segundo concurso, el proyecto de Navantia fue descartado al superar en 30 millones de € el precio máximo.
En 2015 se presentaron ofertas para los concursos abiertos por las armadas Australiana y Neozelandesa, para la adquisición de 2 y 1 buque respectivamente. El diseño del Cantabria quedó excluido del concurso neozelandés a mediados de septiembre, y fue seleccionado para el australiano a principios de marzo de 2016. El contrato para la construcción de estos dos buques en el astillero de Ferrol fue firmado el 5 de mayo de 2016.